# Passé simple
Das Passé simple (auch Passé défini) ist im Französischen eine Zeitform der Vergangenheit. Linguistisch entspricht es dem italienischen Passato remoto, dem spanischen Pretérito indefinido oder Pretérito perfecto simple, dem rumänischen Perfectul simplu sowie dem Passà defini des Ladinischen und ist aus dem lateinischen Perfekt entstanden. Anders als in diesen romanischen Sprachen ist der Gebrauch des Passé simple im Französischen heute weitgehend auf die geschriebene Sprache beschränkt.
Der Gebrauch ist ähnlich demjenigen des Passé composé. Der Unterschied zu diesem liegt im Bezug zur Gegenwart: In der geschriebenen Sprache wird das Passé composé benutzt, wenn ein solcher vorliegt, in den anderen Fällen jedoch das Passé simple. Das Passé simple steht ferner in Beziehung zum Imparfait, einer Zeitform der Vergangenheit in der französischen Sprache, die in besonderer Weise den Aspekt einer Handlung beachtet.

## Verwendung des Passé simple
- Wenn innerhalb einer nicht abgeschlossenen Handlung punktuelle Handlungen eingeschoben sind, die ihren Abschluss gefunden haben:

Nous étions sur le point de gravir le sommet, tout à coup le gel arriva. „Wir waren im Begriff, den Gipfel zu besteigen, plötzlich setzte der Frost ein.“
- Nach quand (lorsque) im Sinne von „als“:

Nous dansions sans cesse lorsque Paul s’arrêta. „Wir tanzten unaufhörlich, als Paul (sogleich) aufgab.“
- Bei abgeschlossenen Wiederholungen:

Il téléphona deux fois ce matin. „Er telefonierte heute morgen zweimal.“

## Anwendung mit anderen Zeiten

### Passé composé und Passé simple
Beide Zeiten drücken ein Geschehnis aus, das in der Vergangenheit stattfand. Der Unterschied in der Verwendung der beiden Zeiten liegt im Zeitpunkt des Ereignisses:
- Reichen die Geschehnisse bis zur Gegenwart heran, braucht man sowohl in der Schriftsprache wie in der gesprochenen Sprache das Passé composé:

Elle est arrivée aujourd’hui. „Sie ist heute angekommen“ (das heißt: sie ist jetzt da).
Il a plu ce matin. „Es hat heute Morgen geregnet“ (das heißt: die Straßen sind immer noch nass).
- Reine Tatsachen aus der Vergangenheit werden in der traditionellen Schriftsprache mit dem Passé simple wiedergegeben:

Christophe Colomb découvrit l’Amérique. „Christoph Columbus entdeckte Amerika.“
Jeanne d’Arc fut brûlée à Rouen. „Jeanne d’Arc wurde in Rouen verbrannt.“

### Imparfait und Passé simple
Das Imparfait drückt eine nicht abgeschlossene, andauernde Handlung aus. Das Passé simple drückt eine in diese laufende Handlung eingeschobene punktuelle, abgeschlossene Handlung aus:
Nous étions en route lorsqu’il commença à pleuvoir. „Wir waren unterwegs, als es zu regnen begann.“

### Passé antérieur und Passé simple
Neben dem Plus-que-parfait kann man auch das Passé antérieur zum Ausdruck der Vorvergangenheit nutzen. Das Passé antérieur wird aus dem Passé simple von avoir bzw. être und dem Participe passé des betreffenden Verbs gebildet.
Dès que Benjamin fut rentré, il se mit à regarder la télévision. „Sobald Benjamin nach Hause zurückgekehrt war, begann er fernzusehen.“
Das Passé antérieur steht zumeist in Nebensätzen, die von Konjunktionen wie dès que, après que, quand oder lorsque eingeleitet werden. Das Passé simple steht im Hauptsatz.

## Bildung des Passé simple
Da das Passé simple meist in erzählenden Texten oder historischen Berichten verwendet wird, sind die Formen der 3. Person Singular und Plural am häufigsten. Die regelmäßigen Verben auf -er bilden das Passé simple auf -a und -èrent. Die regelmäßigen Verben auf -ir und -dre bilden es auf -it/-irent. Bei den unregelmäßigen Verben gibt es zwei Gruppen. Die eine bildet das Passé simple auf -it/-irent und die andere auf -ut/-urent.
Daneben gibt es noch Verben mit Sonderformen wie zum Beispiel avoir: il eut/ils eurent; être: il fut/ils furent und venir: il vint/ils vinrent.

### Verben mit der Endung-er
- je cherch-ai
- tu cherch-as
- il, elle cherch-a
- nous cherch-âmes
- vous cherch-âtes
- ils, elles cherch-èrent

### Verben mit den Endungen-reund-ir
- je répond-is bzw. je fin-is
- tu répond-is bzw. tu fin-is
- il, elle répond-it bzw. il,elle fin-it
- nous répond-îmes bzw. nous fin-îmes
- vous répond-îtes bzw. vous fin-îtes
- ils, elles répond-irent bzw. ils,elles fin-irent

### Verben mit der Endung-oir
- je voul-us
- tu voul-us
- il, elle voul-ut
- nous voul-ûmes
- vous voul-ûtes
- ils, elles voul-urent

### Hilfsverben(verbes auxiliaires)
- être: je fus = dt. ich war
- avoir: j’eus = dt. ich hatte
- savoir: je sus = dt. ich erfuhr
- devoir: je dus = dt. ich musste
- pouvoir: je pus = dt. ich konnte
- faire: je fis = dt. ich machte

### Unregelmäßige Verben(verbes irréguliers)
- venir: je vins bzw. nous vînmes
- tenir: je tins bzw. nous tînmes
- voir: je vis bzw. nous vîmes
- vivre: je vécus bzw. nous vécûmes
- recevoir: je reçus bzw. nous reçûmes
- s’asseoir: je m’assis bzw. nous nous assîmes
- mourir: je mourus bzw. nous mourûmes